# Aimsun Live
Aimsun Live es una solución de previsión del tráfico basada en la simulación, es desarrollado y distribuido por Aimsun.
Los centros de control del tráfico utilizan Aimsun Live (antes llamado Aimsun Online) para ayudar a tomar decisiones en tiempo real sobre la gestión de una red de carreteras y tráfico. Se utiliza para pronosticar las condiciones futuras del tráfico tomando como base el estado actual del tráfico y así evaluar las estrategias de respuesta a incidentes o de gestión del tráfico.
Aimsun Live se conecta directamente con el centro de control de tráfico y procesa continuamente datos en vivo, se puede simular el movimiento de vehículos dentro de cualquier red de carreteras, puede ser una autopista o una ciudad importante. Al combinar estos datos de tráfico en vivo y las simulaciones, Aimsun Live ayuda a monitores del tráfico a pronosticar los patrones de flujo futuros en las vías y así ayudarlos a gestionar el tráfico y proponer estrategias basadas en los resultados.
Aimsun Live fue lanzado en 2008 y ha sido implementado en la Interestatal 15 en San Diego en USA, Grand Lyon en Francia, Wiesbaden en Alemania, Gold Coast en Australia y en otros lugares del mundo.

## Características
Aimsun Live utiliza datos de tráfico en vivo y simulaciones para pronosticar las condiciones futuras del tráfico en las grandes zonas urbanas y las redes regionales.

### Análisis en tiempo real
Aimsun Live analiza datos en tiempo real de diferentes fuentes de información, como controladores de tráfico, detectores, informes de incidentes y lecturas en vivo procedentes de intersecciones clave.

### Recuperación del modelo calibrado
Utilizando datos de campo actualizados, Aimsun Live identifica, recupera y carga una matriz de demanda de viajes de la red de carreteras que se está gestionando. Encuentra la mayor similitud entre los datos recibidos en tiempo real de entre varios patrones de demanda almacenados en una base de datos. La base de datos de las pautas de demanda se crea en un paso previo mediante el análisis de los datos históricos.

### Simulación en tiempo real
Este proceso implica la simulación dinámica (mesoscópica o microscópica) de uno o más escenarios en tiempo real. Cada escenario se simula en una computadora dedicada. Las simulaciones producen pronósticos dinámicos de las condiciones del tráfico a un nivel local detallado para los próximos 30-60 minutos. Cada simulación considera un conjunto concreto de acciones que pueden aplicarse para mejorar la situación de la red. Uno de los escenarios siempre corresponde al caso de "no hacer nada".
El área incluida en el modelo de simulación depende del tipo de red que se maneje. Se define típicamente utilizando técnicas de asignación en equilibrio que evalúan a un alto nivel el impacto de los cambios de capacidad locales pero significativos en el resto de la red. El objetivo es excluir las zonas que probablemente no se vean afectadas por incidentes o por las respuestas a esos incidentes.
Las simulaciones suelen durar de 1 a 3 minutos, dependiendo de las especificaciones del hardware, el tamaño de la red y el nivel de congestión (número de vehículos). Estas simulaciones se ejecutan en 'batch mode' (sin animación en 2D o 3D) para mejorar el rendimiento.

#### Visualización en línea
Los resultados se presentan visualmente en línea para proporcionar apoyo a la toma de decisiones operacionales. Los operadores de control del tráfico reciben instantáneas rápidas del flujo de tráfico previsto e indicadores de rendimiento para las diferentes alternativas de control.

### Otras características
- Personalización para trabajar con software de control de tráfico
- Asimilación de nuevos datos para mejorar la calidad de las predicciones a lo largo del tiempo

## Usos prácticos
- Sistemas de información de viajes en línea
- Enrutamiento dinámico de vehículos de emergencia
- Gestión de las emisiones
- Evaluaciones de estrategias de respuesta a accidentes
- Gestión de la congestión urbana e interurbana
- Mitigación de las amenazas a la seguridad y gestión de la evacuación en gran escala

## Implementaciones
Aimsun Live se utiliza o se ha utilizado para fundamentar las decisiones operacionales para:
- Sistema Regional Integrado de Gestión del Corredor de la Florida Central para Florida DOT en colaboración con el Instituto de Investigación del Suroeste.[2] Aimsun Live es el motor de predicción que analizará y pronosticará la efectividad de los planes de respuesta para mitigar la congestión.
- Wiesbaden: DIGI-V - para la Ciudad de Wiesbaden.[3] Aimsun está trabajando en colaboración con Siemens Mobility para ayudar a reducir las emisiones de óxido de nitrógeno relacionadas con el tráfico con un extenso paquete de control de la contaminación atmosférica que cubre todas las áreas de movilidad. Para lograr esta reducción de las emisiones relacionadas con el tráfico, se registrarán, analizarán y procesarán en tiempo real amplios datos sobre el medio ambiente y el tráfico.
- Sydney: M4 Smart Motorway System - para Transport for New South Wales.[4] Aimsun Live es el software de predicción de tráfico en el corazón del proyecto de la Autopista Inteligente M4 del gobierno de Nueva Gales del Sur. El proyecto utiliza datos en tiempo real, comunicaciones y STI para mejorar el flujo de tráfico.
- Singapur: Prueba piloto en 2019 para la simulación y predicción del tráfico en tiempo real - Autoridad de Transporte Terrestre de Singapur (LTA). Aimsun colaboró con la Autoridad de Transporte Terrestre de Singapur (LTA) para desarrollar un sistema de simulación y predicción del tráfico en tiempo real en Aimsun Live.
- Integrated Corridor Management Project on Interstate 15, San Diego, CA - para SANDAG.[5][6]  En 2014 y de nuevo en 2016, el proyecto recibió el premio del Programa de Eficiencia Operativa del Año de la California Transportation Foundation Archivado el 29 de septiembre de 2020 en Wayback Machine..
- Leicester: Estudio sobre la gestión del tráfico urbano y la calidad del aire (uTRAQ) para la Agencia Espacial europea en colaboración con el TRL y la Universidad de Leicester. Los datos atmosféricos generados por satélite ayudaron a las autoridades locales a concebir estrategias de gestión del tráfico en tiempo real para reducir los niveles de contaminación.
- OPTICITIES - Grand Lyon.[7] Este proyecto piloto de tres años de duración, respaldado por la CE, demostró cómo las herramientas de predicción pueden ayudar a los operadores de los centros de tráfico a anticipar y mitigar la congestión, especialmente en las horas punta.
- M30, Madrid, Aimsun construyó e implementó un sistema de previsión de tráfico basado en la simulación para las operaciones de evacuación del tráfico y de respuesta a incidentes en el centro de control de tráfico de Madrid.[1]

## Más información
- Maurizio Bielli; Giorgio Ambrosino; Marco Boero (1994). Artificial Intelligence Applications to Traffic Engineering. VSP. pp. 253-. ISBN 90-6764-171-5.
- Ruey Long Cheu; Yanzhi Tan; Der-Horng Lee (November 2003). Comparison of PARAMICS and GETRAM/AIMSUN Microscopic Traffic Simulation Tools. 83rd Annual Meeting of the Transportation Research Board. Transportation Research Board. S2CID 17128041.
- Haifeng Xiao; Ravi Ambadipudi; John Jourdakis; Panos Michaelopoulos (May 2005), Methodology for Selecting Microscopic Simulators: Comparative Evaluation of AIMSUN and VISSIM, University of Minnesota.
- Peter Hidas (December 2005). «A functional evaluation of the AIMSUN, PARAMICS and VISSIM microsimulation models». Road & Transport Research 14 (4): 45-59.
- Steven Jones, Jr.; Daniel S. Turner; Lily Wang; Virginia Sisiopiku; Michael D. Anderson; Roy Berryman; Abhishek Acharya (May 2009), Performance Measures for Arterial Traffic Signal Systems, University Transportation Center for Alabama, archivado desde el original el 9 de agosto de 2017, consultado el 14 de agosto de 2020.
- Bola de cristal del tráfico, El Periódico de Catalunya, 23 Feb 2009
- Integrated Corridor Management on I-15 in San Diego, Traffic Technology Today, Dan Lukasik, A.: March 2013
- Local traffic patterns extraction with network-wide consistency in large urban networks, International Symposium of Transport Simulation (ISTS’18) and the International Workshop on Traffic Data Collection and its Standardization (IWTDCS’18) - Transportation Research Procedia 00 (2018) 000–000, Yaroslav Hernandez, Tamara Djukic, Jordi Casas, 2018
- Assessing spatiotemporal correlations from data for short-term traffic prediction using multi-task learning, International Symposium of Transport Simulation (ISTS’18) and the International Workshop on Traffic Data Collection and its Standardization (IWTDCS’18) - Transportation Research Procedia 00 (2018) 000–000, Rafael Mena-Yedra, Jordi Casas, Ricard Gavaldà, 2018
- A data-driven method for OD matrix estimation, Transportation Research Part C: Emerging Technologies, Panchamy Krishnakumari, Hans van Lint, Tamara Djukic, Oded Cats, May 2019